# 22536 Katelowry
22536 Katelowry è un asteroide della fascia principale. Scoperto nel 1998, presenta un'orbita caratterizzata da un semiasse maggiore pari a 2,7230162 UA e da un'eccentricità di 0,0686034, inclinata di 3,65830° rispetto all'eclittica.